# La guerra di Mario
La guerra di Mario è un film del 2005, scritto e diretto da Antonio Capuano.

## Trama
L'incontro-scontro tra Mario, bambino difficile sottratto ai genitori naturali dal Tribunale per i minorenni, e la coppia affidataria, formata da Giulia e Sandro.
La prima, entusiasta del suo nuovo ruolo materno, vizia in ogni modo il bambino, un po' per legarlo a sé, un po' perché timorosa di "reprimere" l'espressività del ragazzo, riuscendo però nell'intento opposto, reprimendo ben più della sola espressività, come forse il regista vuol lasciare intendere: la guerra di Mario è la guerra di tutti quei bambini nel mondo che, vuoi per un conflitto reale con armi, vuoi per uno interno e psichico, non è mai compresa dagli adulti, che spesso ne sono causa o fattore aggravante.
Il suo compagno, al contrario, vede Mario come una sorta di nemico e non riesce ad instaurare un rapporto con lui.
Le incursioni della madre naturale Nunzia, le reazioni talvolta violente, il mondo immaginario di Mario ed il difficile rapporto tra Giulia e Sandro contribuiscono a dipingere il quadro di una realtà complessa e delicata, quella dell'affido di minori, con uno sguardo sempre rivolto a Napoli, divisa tra un mondo borghese, attento all'arte e ai sentimenti, e uno povero, ignorante e disperato, schiavo della criminalità e dal quale non si intravede via d'uscita.

## Riconoscimenti
- 2006 - David di Donatello
  - Migliore attrice protagonista a Valeria Golino
  - Premio dei critici a Antonio Capuano
  - Nomination Miglior regia a Antonio Capuano
  - Nomination Miglior produzione a Domenico Procacci, Nicola Giuliano, Francesca Cima
- 2007 - Nastro d'argento
  - Nomination Miglior produttore a Domenico Procacci, Nicola Giuliano, Francesca Cima
  - Nomination Miglior sceneggiatura a Antonio Capuano
  - Nomination Migliore attrice protagonista  a Valeria Golino
  - Nomination Miglior montaggio a Giogiò Franchini
  - Nomination Miglior sonoro a Emanuele Cecere e Daghi Rondanini
- 2006 - Globi d'oro
  - Migliore attrice a Valeria Golino
- 2006 - Ciak d'oro
  - Ciak d'oro Mini/Skoda Bello & Invisibile a Antonio Capuano
- 2006 - Premio Flaiano
  - Premio all'interprete femminile a Valeria Golino